# Opowieść jak z bajki
Opowieść jak z bajki / Szare kaczątko (ros. Удивительная история, похожая на сказку) – radziecka baśń filmowa z 1966 roku w reżyserii Borisa Dolina na motywach utworu Hansa Christiana Andersena pt. Brzydkie kaczątko.

## Nagrody
- Dyplom Honorowy na XVIII Międzynarodowym Festiwalu Filmów dla Dzieci i Młodzieży w Wenecji (1966);
- Dyplom Jury XIX Międzynarodowych Targów Filmowych w Mediolanie (1966);
- Drugie miejsce w głosowaniu publiczności Międzynarodowego Festiwalu Filmów dla Dzieci i Młodzieży w Gottwaldowie (Czechosłowacja, 1967)[1].

## Wersja polska
Opowieść jak z bajki – wersja kinowa
- Opracowanie wersji polskiej: Studio Opracowań Filmów w Łodzi
- Reżyseria: Czesław Staszewski
- Dialogi: Krystyna Kotecka
- Dźwięk: Anatol Łapuchowski
- Montaż: Henryka Gniewkowska
- Kierownictwo produkcji: Edward Kupsz

Źródło: